# Szardża (emirat)
Szardża, Aš-Šāriqa (arab. ‏الشارقة‎) – emirat w Zjednoczonych Emiratach Arabskich, na Półwyspie Arabskim. Powierzchnia 2590 km². 1 405 843 mieszkańców (2015), trzeci pod względem wielkości. Stolica Szardża. Tereny wyżynno-nizinne, powierzchnia pustynna. Klimat zwrotnikowy kontynentalny, suchy, z temperaturą 20–40 stopni Celsjusza w ciągu roku i opadami poniżej 80–140 mm rocznie. Brak rzek stałych. Roślinność pustynna i półpustynna. Eksploatacja złóż ropy naftowej z dna Zatoki Perskiej (złoże Mubarak) oraz uprawa zbóż, palmy daktylowej i warzyw w oazach. Na wybrzeżu rybołówstwo i połów pereł.
Emirat Szardża jest jedynym emiratem przestrzegającym szariatu. Wyraża się to m.in. w całkowitym zakazie sprzedaży i podawania alkoholu.

## Emirowie Szardży
Dynastia Al-Qasimi
- Raszid ibn Matar ibn Rahman al-Kasimi (ok. 1727–1777)
- Sajr I ibn Raszid al-Kasimi (1777–1803)
- Sultan I ibn Sakr al-Kasimi 1803–1840 (po raz pierwszy)
- Sakr I ibn Sultan al-Kasimi 1840
- Sultan I ibn Sakr al-Kasimi 1840–1866 (po raz drugi)
- Chalid I ibn Sultan al-Kasimi 1866–1868
- Salim ibn Sultan al-Kasimi 1869–1883
- Ibrahim ibn Sultan al-Kasimi 1869–1871
- Sakr II ibn Chalid al-Kasimi 1883–1914
- Chalid II ibn Ahmad al-Kasimi 1914–1924
- Sultan II ibn Sakr al-Kasimi 1924–1951
- Muhammad ibn Sakr al-Kasimi 1951
- Sakr III ibn Sultan al-Kasimi 1951–1965
- Chalid III ibn Muhammad al-Kasimi 1965–1972
- Sakr IV ibn Muhammad al-Kasimi 1972
- Sultan III ibn Muhammad al-Kasimi 1972–1987 (po raz pierwszy)
- Abd al-Aziz ibn Muhammad al-Kasimi 1987
- Sultan III ibn Muhammad al-Kasimi 1987 – nadal (po raz drugi)